# Упарујући хип
Упарујући хип је тип структуре података са релативно једноставном имплементацијом као и са одличним, оптимизованим перформансама. Упарујући хипови су вишеструке структуре стабала, уређене хиповски и могу се сматрати поједностављеним Фибоначијевим хиповима. Сматрају се "грубим избором" за имплементацију алгоритама попут Примовог МСТ алгоритма и подржавају следеће операције :
- find-min(пронађи минимум) : враћа елемнет са врха хипа.
- merge(спајање): упоређује два елемента у корену, мањи елемент остаје корен резултата, док се већи елемент и његово подстабло додају као потомак тог корена.
- insert(уметање): креирање новог хипа од унетог елемента и вршење merge операције над тим елементом са постојећим, оригиналним хипом.
- decrease-key(смањење кључа)(опционо): уклања коренско подстабло чији се кључ смањује, замењује кључ са мањим кључем а затим се резултат након спајања враћа у хип.
- delete-min(брисање минимума): уклања корен и спаја његова подстабла. Користи се више различитих стратегија.

Анализа временске сложености упарујућих хипова је иницијално инспирисана "раширеним" стаблима.
Сложеност за delete-min износи {\displaystyle O(\log n)} . Операције find-min, merge, i insert се извршавају у константном времену, {\displaystyle O(1)}.
Испоставило се да је израчунавање прецизног асимптотског времена извршавања упарујућих хипова када је потребна decrease-key операција, компликовано. Нагађа се да је временска сложеност ове операције {\displaystyle O(1)}, али је Фредман доказао да је временска сложеност бар {\displaystyle \Omega (\log \log n)}. Пети је онда извео горњу границу која је {\displaystyle O(2^{2{\sqrt {\log \log n}}})}, оптимизовано време за decrease-key износи {\displaystyle O(\log n)}.
Иако је ово лошија сложеност у поређењу са другим "priority queue" алгоритмима као што су Фибоначијеви хипови, где је сложеност decrease-key {\displaystyle O(1)} , перформанса у пракси је изванредна. Стаско, Витер, Морет и Шапиро су спровели експеримент над упарујућим хиповима и другим хип структурама података. Дошли су до закључка да су упарујући хипови бар подједнако брзи али у већини случајева и бржи у поређењу са другим ефикасним структурама података као што су бинарни хипови.

## Структура
Упарујући хипови су или празни хипови или пар који се састоји од коренског елемента и вероватно празном листом упарујућих хипова. Особина уређења хипа захтева да сви коренски елементи под-хипова у листи не буду мањи од коренског елемента хипа. У опису који следи претпоставља се да је реч о чисто функционалном хипу који не подржава decrease-key операцију.
```
type
 PairingHeap[Elem] = Empty | Heap(elem: Elem, subheaps: List[PairingHeap[Elem]])
```

Имплементација РАМ машина базирана на показивачима која подржава decrease-key може бити постигнута коришћењем три показивача по чвору, представљајући потомка чвора као једноструко повезану листу; показивач на први потомак чвора, један на његовог блиског/суседног рођака (енг. sibling) и један на његовог родитеља. Алтернатива је да показивач на родитеља буде изостављен, последњи потомак ће показивати на родитеља ако се дода заставица која ће означавати крај листе. Овиме се постиже компактнија структура по цену константног фактора по операцији.

## Операције

### find-min(пронађи минимум)
функција find-min једноставно вража коренски елемент хипа.
```
function
 find-min(heap)
  
if
 heap == Empty
    
error

  
else

    
return
 heap.elem
```

### merge(спајање)
Спајање са празним хипом враћа други хип, иначе враћа нови хип који као коренски елемент има минимум од два коренска елемента и само додаје хип са већим кореном у листу под-хипова.
```
function
 merge(heap1, heap2)
  
if
 heap1 == Empty
    
return
 heap2
  
elsif
 heap2 == Empty
    
return
 heap1
  
elsif
 heap1.elem < heap2.elem
    
return
 Heap(heap1.elem, heap2 :: heap1.subheaps)
  
else

    
return
 Heap(heap2.elem, heap1 :: heap2.subheaps)
```

### insert(Уметање)
Најједноставнији начин уметања елемента у хип је спајање хипа са новим хипом који садржи само жељени елемент и празну листу под-хипова.
```
function
 insert(elem, heap)
  
return
 merge(Heap(elem, []), heap)
```

### delete-min(брисање минимума)
Једина нетривијална фундаментална операција је брисање минималног елемнта хипа. Стандардна стратегија је да се прво споје подхипови у парове (по овом кораку је структура добила име упарујући хипови) са лева удесно а затим спаја листу хипова здесна улево.
```
function
 delete-min(heap)
  
if
 heap == Empty
    
error

  
else

    
return
 merge-pairs(heap.subheaps)
```

Користимо помоћну функцију merge-pairs(спајање парова):
```
function
 merge-pairs(l)
  
if
 length(l) == 0
    
return
 Empty
  
elsif
 length(l) == 1
    
return
 l[0]
  
else

    
return
 merge(merge(l[0], l[1]), merge-pairs(l[2.. ]))
```

Испод је приказано да је ово заиста имплементирано као у опису изнад, односно као два пролаза, слева удесно и здесна улево.
```
   merge-pairs([H1, H2, H3, H4, H5, H6, H7])
=> merge(merge(H1, H2), merge-pairs([H3, H4, H5, H6, H7]))
     # merge H1 and H2 to H12, then the rest of the list
=> merge(
H12
, merge(merge(H3, H4), merge-pairs([H5, H6, H7])))
     # merge H3 and H4 to H34, then the rest of the list
=> merge(H12, merge(
H34
, merge(merge(H5, H6), merge-pairs([H7]))))
     # merge H5 and H6 to H56, then the rest of the list
=> merge(H12, merge(H34, merge(
H56
, H7)))
     # switch direction, merge the last two resulting heaps, giving H567
=> merge(H12, merge(H34, 
H567
))
     # merge the last two resulting heaps, giving H34567
=> merge(H12, 
H34567
) 
     # finally, merge the first merged pair with the result of merging the rest
=> 
H1234567
```